# Chad Pennington
James Chadwick Pennington, detto Chad (Knoxville, 26 giugno 1976), è un ex giocatore di football americano statunitense che ha militato nel ruolo di quarterback nella National Football League (NFL). Al college giocò a football a Marshall.

## Carriera professionistica

### New York Jets
Al draft NFL 2000 è stato selezionato come 18a scelta assoluta dai Jets. Ha debuttato nella NFL il 10 dicembre 2000 contro gli Oakland Raiders indossando la maglia numero 10. Nei primi due anni rimane riserva ma a partire dalla stagione 2002 grazie a degli ottimi risultati Pennington emerge.
Nella pre-stagione 2003, Pennington si frattura la mano durante una caduta costringendolo a perdere le prime sei gare della stagione. Al rientro guida i Jets a cinque vittorie. A inizio della stagione 2004 firma un contratto di 7 anni per 64,2 milioni di dollari. La stagione inizia in maniera positiva, con cinque vittorie consecutive, dopo le quali si infortuna alla spalla, saltando così tre partite. Al rientro sul campo di gioco, pur in condizioni non ottimali, riesce a portare il club ai playoff.
La stagione 2005 di Pennington è costellata dalla panchina e da problemi alla spalla, che lo portano ad operarsi all'inizio della stagione. Tornato titolare nel 2006, riesce a portare la squadra ai playoff, venendo premiato come Comeback Player of the Year. L'anno successivo, dopo avere perso sette delle prime otto gare, viene sostituito come titolare da Kellen Clemens. A fine anno, con l'arrivo ai Jets di Brett Favre termina la sua esperienza con la franchigia. Pennington viene svincolato e per lui si fanno avanti i Minnesota Vikings ed i Miami Dolphins.

### Miami Dolphins
Firma con loro due anni per 11,5 milioni di dollari, decidendo di mantenere il numero 10. Nel primo anno come titolare in Florida, conduce i Dolphins allenati da Tony Sparano alla vittoria della propria division ed ai playoff, eguagliando il record per il maggior miglioramento da una stagione all'altra (i Dolphins avevano concluso il 2007 col peggiore risultato della lega, 1-15, passando a 11-5 nel 2008). Per queste prestazioni vince per la seconda volta il Comeback Player of the Year Award.
L'anno successivo il 29 settembre 2009, viene inserito in lista infortunati saltando il resto della stagione regolare per il consueto problema alla spalla. Miami corre ai ripari scambiando una scelta al successivo draft per Tyler Thigpen con i Kansas City Chiefs, ma Sparano preferisce far giocare la riserva inizialmente designata, Chad Henne. Dopo esser rimasto un paio di giorni come unrestricted free agent, Pennington ha firmato il 5 maggio 2010 un contratto di un anno per una cifra variabile in base al suo ruolo in squadra (tra i 2,5 ai 5,75 milioni di dollari). Il 14 novembre si infortuna gravemente, perdendo tutto il resto della stagione.
A fine anno diventa nuovamente free agent. Durante una partita di basket si infortuna al legamento del ginocchio, causandogli un rallentamento al suo rientro nella NFL.

## Palmarès
- NFL Comeback Player of the Year Award: 2 (record)

2006, 2008
- Quarterback della settimana: 1

17ª del 2008

## Statistiche
| Partite totali             | 89     |
| Partite totali da titolare | 81     |
| Yard lanciate              | 17.823 |
| Touchdown                  | 102    |
| Intercetti subiti          | 64     |
| Passer rating              | 90.1   |